# Lucie Rie

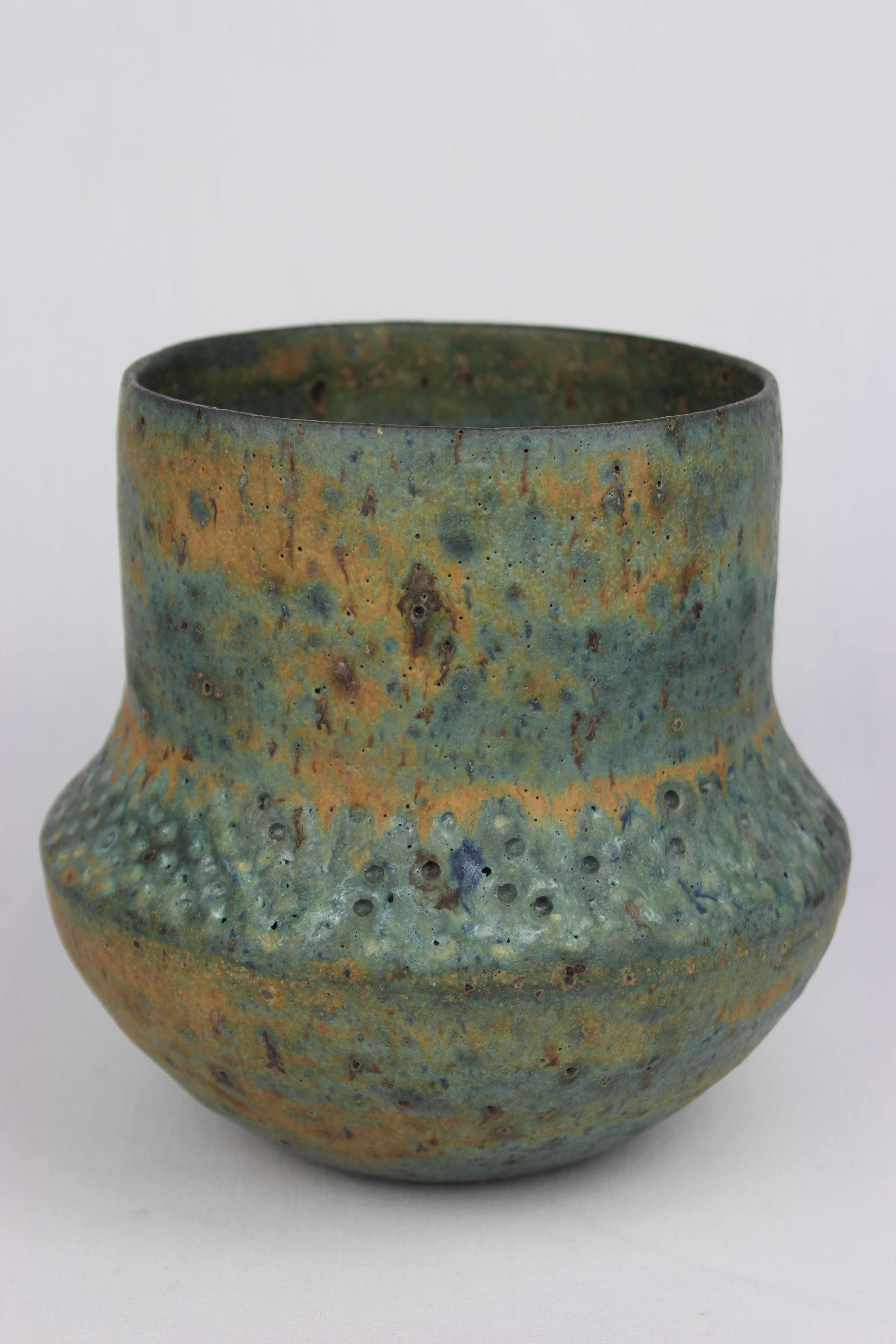
Jarrón modelado por Lucie Rie

Lucie Rie, (16 de marzo de 1902-1 de abril de 1995) ( pronunciación en alemán: /lʊtsiː ʀiː/ ) fue una ceramista británica nacida en Austria.

## Biografía
Lucie Gomperz nació en Viena, Baja Austria, Austria-Hungría, fue la hija menor de Benjamin Gomperz, un médico judío que fue consultor de Sigmund Freud. Tenía dos hermanos, Paul Gomperz y Teddy Gomperz. Paul Gomperz fue asesinado en el frente italiano en 1917. Tuvo una educación liberal.
Estudió cerámica con Michael Powolny en la Kunstgewerbeschule de Viena, una escuela de artes y oficios asociada con la Wiener Werkstätte, en la que se matriculó en 1922.

## Trayectoria

#### Viena

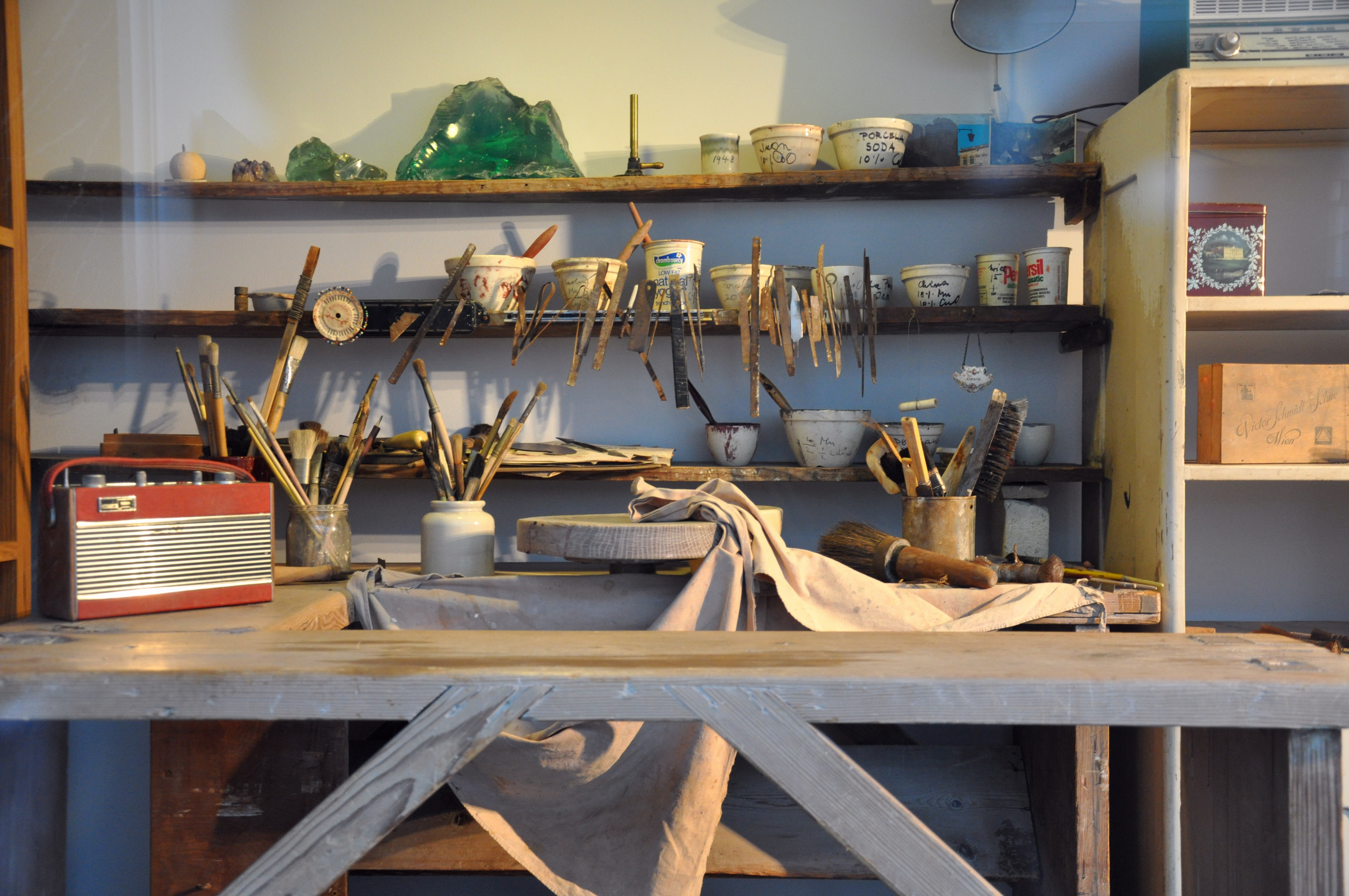
El taller de Lucie Rie, expuesto en el Victoria and Albert Museum de Londres

Mientras estaba en Viena, el tío de Rie por parte de su madre tenía una colección de arte que inspiró su interés por la arqueología y la arquitectura. Primero se inspiró en la colección de cerámica romana de su tío que había sido excavada en los suburbios de Viena. Instaló su primer estudio en Viena en 1925 y expuso ese mismo año en la Exposición Internacional de París. Estuvo influenciada por el neoclasicismo, el jugendstil, el modernismo y el japonismo.
En 1937, Rie ganó una medalla de plata en la Exposición Internacional de París (la exposición para la que Pablo Picasso pintó el Guernica ). Tuvo su primera exposición individual como ceramista en 1949.

#### Londres
En 1938, Rie huyó de la Austria nazi y emigró a Inglaterra, instalándose en Londres. Por esta época se separó de Hans Rie, un hombre de negocios con quien se había casado en Viena en 1926, su matrimonio se disolvió en 1940. Durante un tiempo proporcionó alojamiento a otro emigrado austríaco, el físico Erwin Schrödinger. Durante y después de la guerra, para llegar a fin de mes, hizo botones de cerámica y joyas para tiendas de moda de alta costura. Algunas de estas piezas se exhiben en el Museo Victoria and Albert de Londres y como parte de la Colección Lisa Sainsbury en el Centro Sainsbury de Artes Visuales de la Universidad de East Anglia, Norwich.
En 1946, Rie contrató a Hans Coper,un joven sin experiencia en cerámica, para que la ayudara en la producción de botones. Aunque Coper estaba interesado en aprender escultura, lo envió a un alfarero llamado Heber Mathews, quien le enseñó a hacer vasijas en el torno. Rie y Coper expusieron juntos en 1948. Coper se convirtió en socio del estudio donde permaneció hasta 1958. Su amistad duró hasta la muerte de Coper en 1981. El pequeño estudio de Rie estaba en 18 Albion Mews, una calle estrecha de establos rehabilitados cerca de Hyde Park en Londres. Invitó a muchas personas a su estudio y era famosa por ofrecer té y pasteles a sus visitantes. El estudio permaneció casi sin cambios durante los 50 años que ella lo ocupó y ha sido reconstruido en la galería de cerámica del Victoria and Albert Museum.
Rie era amiga de Bernard Leach, una de las principales figuras de la cerámica británica a mediados del siglo XX, y sus puntos de vista la impresionaron, especialmente en lo que respecta a la "integridad" de una vasija. Pero a pesar de su influencia transitoria, su cerámica modernista, delicada y de colores brillantes se distingue del trabajo oriental, rústico y tenue de Leach. Enseñó en Camberwell College of Arts desde 1960 hasta 1972. Recibió varios premios por su trabajo y expuso con gran éxito. Sus creaciones más famosas son jarrones, botellas y cuencos, que se inspiraron en Japón y en muchos otros lugares. Hay otros trabajos como botones que legó a su gran amigo el diseñador japonés Issey Miyake y cuencos, incluida su propia huevera, que regaló a la editorial Susan Shaw.

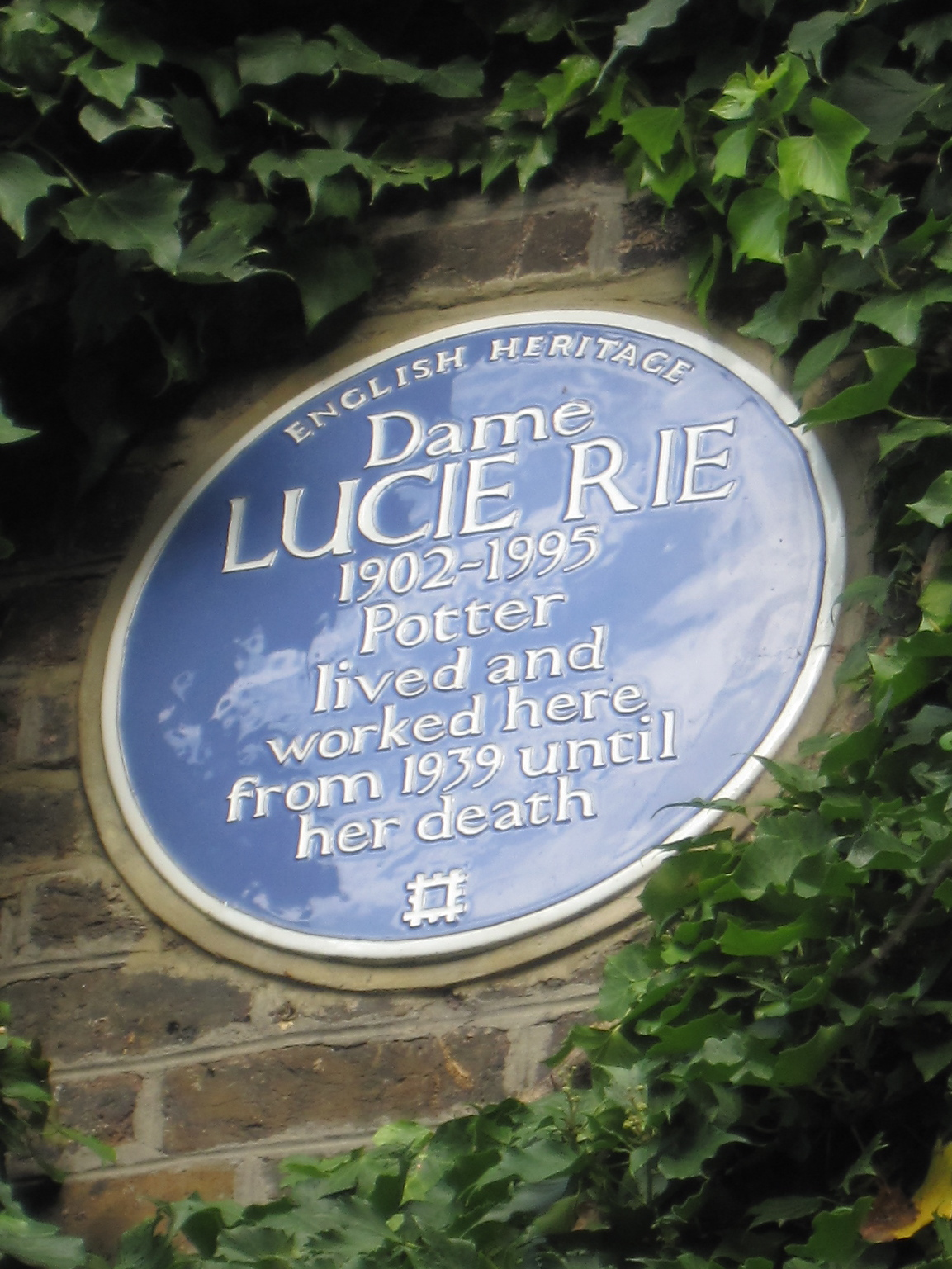
Placa azul en su antigua casa en 18 Albion Mews, Paddington, Londres

Dejó de hacer cerámica en 1990, cuando sufrió el primero de una serie de derrames cerebrales. Murió en su casa de Londres el 1 de abril de 1995, a los 93 años.

## Legado
El trabajo de Rie ha sido descrito como cosmopolita. Se la recuerda sobre todo por sus formas de cuencos y botellas. Su cerámica se exhibe en colecciones de todo el mundo, incluyendo el Museo de Arte Moderno de Nueva York, la Galería de Arte de York en el Reino Unido, el Museo de Arte Carnegie en Pittsburgh y el Museo Paisley en Escocia. Influyó en numerosos artistas a lo largo de sus 60 años de carrera y desarrolló un proceso de horneado muy innovador. Su estudio fue trasladado y reconstruido en la nueva galería de cerámica del Victoria and Albert Museum, inaugurada en 2009. Recibió el título de Dame Commander (DCE) después de enseñar en la Camberwell School of Art desde 1960 hasta 1971.

## Premios y reconocimientos
- 1937 Medalla de plata en la Exposición Internacional de París
- 1968 Oficial de la Orden del Imperio Británico (OBE)[14]
- 1969 Doctorado honorario del Royal College of Art[2]
- 1981 Comandante de la Orden del Imperio Británico (CBE)
- 1991 Dama Comandante de la Orden del Imperio Británico (DBE)[7]
- 1992 Doctorado honorario de la Universidad Heriot-Watt[20]